# Navab Nasirshelal
Navab Nasirshelal (persisch نواب نصیرشلال; * 1. April 1989 in Ahvaz) ist ein ehemaliger iranischer Gewichtheber.

## Biografie
Navab Nasirshelal wurde in Ahvaz geboren und wuchs in Masdsched Soleyman auf. Im Alter von 15 Jahren begann er wegen seines Vaters mit dem Gewichtheben. 2012 nahm er ein Sportstudium an der Islamische Azad-Universität auf und wurde von Kourosh Bagheri von der iranischen Nationalmannschaft trainiert.
Nasirshelal gab 2006 sein internationales Debüt bei den Junioren-Weltmeisterschaften in der Klasse bis 94 kg, wo er Fünfter wurde. Zwei Jahre später gewann er bei den Junioren-Weltmeisterschaften zwei Bronzemedaillen sowie Bonze im Reißen bei den Asienmeisterschaften. Bei den Junioren-Weltmeisterschaften 2008 konnte er drei weitere Bronzemedaille gewinnen, ehe er vollständig in den Seniorenbereich wechselte. Bei den Asienmeisterschaften 2009 gewann er in der Klasse bis 94 kg Gold im Stoßen und Silber im Zweikampf. Bei den Olympischen Sommerspielen 2012 in London trat er im Schwergewicht an. Trotz Knieschmerzen wurde er Zweiter hinter dem Ukrainer Oleksij Torochtij. Da Torochtij wegen positiven Dopingproben disqualifiziert wurde, wurde Nasirshelal 2019 zum Olympiasieger ernannt.